# Bricius de Douglas
Bricius (mort en 1222), parfois anglicisé brice, était prieur de Lesmahagow puis évêque de Moray (episcopus Moraviensis en latin et epscop Muireb en gaélique).

## Nom
Dans cette période, le nom de Bricius était plus souvent une latinisation des noms gaéliques Máel Brigte (« adepte tonsuré de Sainte Brigitte ») et Gilla Brigte (« adepte de Sainte Brigitte ») qu'un véritable nom. Cependant, il est possible qu'il se soit agit du nom de cet évêque. Il est appelé Bricius Douglas par David Wilkin, et cette thèse est soutenue par deux autres hommes utilisant ce nom, "Arkenbald" et "Henric" (Archibald et Henry) appelés ses frères.

## Origines
Bricius était un des fils de William I, seigneur de Douglas, noble d'origine flamande vivant dans le Clydesdale. Il avait cinq frères : le premier, Archibald, succéda à son père comme seigneur de Douglas et les quatre autres devinrent ecclésiastiques dans le diocèse de Moray (Alexander, Henry et Hugh comme chanoines de Spynie et Freskin comme doyen).

## Carrière
Bricius devint évêque de Moray en 1203, mais les détails de son accession (c'est-à-dire l'élection, la consécration, etc.) sont inconnus. Le 7 avril 1206, il reçut l'autorisation papale pour changer le siège (cathedra en latin) de la chaire de Moray de Birnie à Spynie. Le déplacement fut probablement terminé en juin 1208. Ce ne sera pas avant l'épiscopat de son successeur, Andreas de Moravia, que l'évêché s'établira à la cathédrale d'Elgin. Bricius était l'un des plus importants ecclésiastiques de son époque, c'est-à-dire à la fin du règne de Guillaume Ier (1165-1214) et au début de celui d'Alexandre II (1214–1249). Par exemple, en 1207, le pape Innocent III le désigna juge-délégué pour une dispute entre l'abbaye de Melrose et le comte de Dunbar, deux des plus importants propriétaires fonciers de la région sud-est d'Écosse alors que Bricius était en Moray c'est-à-dire au nord. En 1215, il fut l'un des trois évêques écossais à prendre part au quatrième concile œcuménique du Latran à Rome, les deux autres étant William de Malveisin, évêque de Saint Andrews et Walter, évêque de Glasgow. Bricius revint à Rome en 1218, en tant que membre d'une délégation de trois évêques écossais parmi lesquels Walter de Glasgow et Adam, évêque de Caithness. Le but était d'obtenir l'absolution du pape Honorius III pour l'excommunication qu'il avait prononcée à l'encontre d'Alexandre II d'Écosse et du royaume d'Écosse. Cette seconde visite est mentionnée dans les sources écossaises et confirmés par les documents du pape, qui écrivent que Bricius a solennellement démenti avoir pratiqué des cérémonies religieuses durant l'interdit. 
Cependant, l'épiscopat de Bricius tomba en discrédit. Les dossiers de l'église indiquent que l'archidiacre et chancelier de Moray fit état du comportement corrompu de Bricius : surtaxe de ses ouailles, dissolution d'un mariage légitime en échange d'argent, tolérance de mariages illégitimes pour de l'argent, encaisser de l'argent pour des visites épiscopales normalement rémunérées mais sans effectuer les visites, et finalement une dépense conséquente des bénéfices pour s'attacher les services de femmes. Le 30 janvier 1219, le pape Honorius III chargea les abbés de Cupar Angus, Scone et Dunfermline de mener une enquête mais les résultats ne nous sont pas connus. Bricius décéda en 1222 et son successeur à l'évêché fut Andreas de Moravia. Certaines histoires se réfèrent à cet évêque par "St Brice", mais il s'agit presque certainement d'une erreur avec Brice de Tours, l'évêque de Tours.